# Pallenis hierichuntica
Pallenis hierichuntica (oft „hierochuntica“ geschrieben) ist eine Pflanzenart aus der Familie der  Korbblütler (Asteraceae). Die Art ist heimisch von Nordafrika bis in den Mittleren Osten.
Die Öffnung des Fruchtstandes durch Befeuchtung hat gelegentlich zur Verwechslung mit der Rose von Jericho geführt.

## Beschreibung
Pallenis hierichuntica ist eine einjährige, niederliegend wachsende, meist annähernd stängellose und unverzweigte bis schwach verzweigte krautige Pflanze, die Wuchshöhen von meist nur wenigen, gelegentlich aber bis zu 15 Zentimeter erreicht. Der aufrechte Stängel ist glatt bis streifig zottig behaart, später verkahlend.
Die 14 bis 105 Millimeter langen und 2,5 bis 10 Millimeter breiten Blätter sind spatelförmig bis verkehrt-eiförmig länglich-rund, am Ansatz deutlich verschmälert und am äußersten Ende sehr klein stachelspitzig. Anfangs noch filzig behaart, werden sie später fast rau und sind leicht drüsig.
Die Blütezeit reicht von März bis Mai, kann aber je nach Standort auch die Zeit von Januar bis Juli umfassen. Die in den Gabelungen der Verzweigungen der Sprossachse sitzenden Körbe sind annähernd ungestielt bis kurz gestielt und mit einer Größe, die jener des Involucrums gleicht, größer als die weiter außen stehenden Körbe.
Das Involucrum ist 3 bis 18 Millimeter breit, breit glocken- bis kelch-, selten urnenförmig. Die 10 bis 20 Hüllblätter liegen in ein oder zwei Blattkreisen. Die filzig behaarten bis leicht rauen äußeren Hüllblätter sind spatelförmig bis schmal länglich-rund, am äußeren Ende abgerundet bis stumpf und sehr klein stachelspitzig. Sie sind stark ausgeprägt, flach bis entlang der Mittelrippe eingefaltet und mit 14,3 bis 32,5 Millimeter Länge bei 1,7 bis 5,5 Millimeter Breite deutlich länger als die Zungenblüten. Die seitlich oft purpurnen inneren Hüllblätter sind 4 bis 12,5 Millimeter lang und 2,3 bis 4,7 Millimeter breit, am äußeren Ende leicht behaart und sehr klein stachelspitzig. Die länglich-runden, am äußeren Ende zugespitzten und gelegentlich flaumig behaarten Spreublätter sind 3,2 bis 5,3 Millimeter lang und 0,9 bis 1,7 Millimeter breit, ihre seitlichen Ränder sind eingebogen.
Die zwischen 9 und 23 cremefarbenen Zungenblüten stehen einreihig, fast aufrecht bis leicht ausgebreitet. Die schwach drüsige und entlang der Nervatur wie die Zunge leicht flaumig behaarte Röhre ist 0,6 bis 1,5 Millimeter lang und 0,5 bis 0,9 mm breit. Die länglich-runden bis verkehrt-eiförmigen Zungen sind sechsnervig, schwach drüsig, leicht flaumig behaart und 2,7 bis 5,9 Millimeter lang sowie 1,4 bis 2,5 Millimeter breit. Die Kronlappen sind tief gekerbt und spitz. Der Griffel ist 2 bis 3,3 Millimeter lang, die Staminodien sind sehr klein oder fehlen. Die dicht borstig behaarten Achänen sind dreieckig, ihre Ecken abgerundet, 1 bis 1,9 Millimeter lang und 0,7 bis 1,2 Millimeter breit. Der aus sechs bis acht am äußersten Ende zugespitzten Schuppenblättchen bestehende Pappus ähnelt einer Krone und erreicht eine Länge von 0,9 bis 1,6 Millimeter.
Die Kronen der 40 bis 200 Röhrenblüten sind 2,2 bis 3,2 Millimeter lang und 0,6 bis 1,0 Millimeter breit, die Kronlappen sind entweder glatt oder weisen rückseitig einige wenige winzige Drüsen auf. Die Staubbeutel sind 0,8 bis 1,6 Millimeter lang und pfeilspitzenförmig, der Griffel 1,9 bis 3,4 Millimeter lang. Die dicht borstig behaarten Achänen sind 1,2 bis 1,9 Millimeter lang, 0,4 bis 0,8 Millimeter breit, vierseitig bis annähernd zylindrisch und in ihren Umrissen umgekehrt-eiförmig bis länglich-rund. Der Pappus gleicht jenen der Zungenblüte, besteht jedoch aus acht bis zehn Schuppenblättchen und ist 1 bis 1,6 Millimeter lang.
Die fruchtende Pflanze ist aschgrau, die Körbchen knopfförmig. Der Fruchtstand ist eingekrümmt. Zu dieser Zeit ist das Involucrum bei Trockenheit geschlossen und öffnet sich erst durch Befeuchtung (Hygrochasie).
Als Chromosomenzahlen wurden 2n = 10 sowie 2n = 12 berichtet.

## Vorkommen
Pallenis hierichuntica ist als saharo-arabisches Florenelement heimisch von Fuerteventura über ganz Nordafrika bis in den Mittleren Osten (dort im Iran und West-Pakistan) und kommt in Steppen und Wüsten von Meereshöhe bis 1500 Meter Höhe vor.

## Systematik und Botanische Geschichte
Pallenis hierichuntica wurde 1851 von Louis Felicien de Saulcy im Umland von Jericho entdeckt und ihm zu Ehren 1852 (nicht 1854) von seinem Begleiter und Freund Jean-Hippolyte Michon in einer von Botanikern lange übersehenen Veröffentlichung als Saulcya hierichuntica erstbeschrieben, wurde jedoch seither meist als Asteriscus pygmaeus (DC.) Coss. & Durieu angeführt. Dieser Name bestand bereits seit 1839 im Varietätsrang (als Asteriscus aquaticus var. pygmaeus DC.), wurde aber erst 1853 in den Artrang erhoben und ist daher nicht prioritätsberechtigt. 1985 stellte Annette Wiklund sie dann als Asteriscus hierichunticus (Michon) Wiklund auf, und korrigierte dabei das Epithet irrtümlich in „hierochunticus“, eine oft verwendete Schreibweise. Im Rahmen der nomenklatorischen Überarbeitung der Gattung durch Werner Greuter 1997 wurde sie dann gemeinsam mit weiteren Arten in die Gattung Pallenis überstellt. Spätere molekularbiologische Untersuchungen bestätigten diese Einstufung. Als nächstverwandt gilt Pallenis maritima.